# Кипрушино
Кипрушино — деревня в Вознесенском городском поселении Подпорожского района Ленинградской области.

## История
МАКСИМОВСКАЯ (КИПРУШИНА) — деревня при колодцах, число дворов — 13, число жителей: 42 м. п., 38 ж. п.; Часовня православная. (1873 год)

Сборник Центрального статистического комитета описывал её так:

МАКСИМОВСКАЯ (КИПРУШИНА) — деревня бывшая государственная, дворов — 11, жителей — 81; Часовня, две лавки. (1885 год)

Список населённых мест Олонецкой губернии:

МАКСИМОВСКАЯ (КИПРУШИНА) — деревня Шустручского сельского общества при колодцах, население крестьянское: домов — 25, семей — 26, мужчин — 52, женщин — 63, всего — 115; лошадей — 20, коров — 36, прочего — 56. (1905 год)

Деревня административно относилась к Оштинской волости 3-го стана Лодейнопольского уезда Олонецкой губернии.
С 1917 по 1919 год деревня входила в состав Шустручейского сельсовета Оштинской волости Лодейнопольского уезда Олонецкой губернии.
С 1919 года — в составе Вознесенской волости.
С 1922 года — в составе  Ленинградской губернии.
С 1927 года — в составе Вознесенского района. В 1927 году население деревни составляло 100 человек.
Согласно карте Ленинградской области Северо-западного аэрогеодезического треста ГГУ издания 1932 года деревня насчитывала 15 крестьянских дворов, в деревне находилась церковь.
По данным 1933 года деревня называлась Кипрушина и входила в состав Шустручейского сельсовета Вознесенского района.

Деревня Кипрушино на карте 1943 года

Согласно топографической карте РККА юга Карелии 1943 года деревня насчитывала 16 крестьянских дворов.
С 1 сентября 1941 года по 31 мая 1944 года деревня находилась в финской оккупации.
С 1954 года — в составе Подпорожского района.
В 1961 году население деревни Кипрушино составляло 62 человека.
С 1963 года — в составе Лодейнопольского района.
С 1965 года — вновь в составе Подпорожского района.
По данным 1966 года деревня называлась Кипрушино и также входила в состав Шустручейского сельсовета.
В 1971 году деревни Кипрушино, Павшуково, Ганино, Погост, Миново и Родионово были объединены в один населённый пункт — деревню Кипрушино.
По данным 1973 и 1990 годов деревня Кипрушино являлась административным центром Шустручейского сельсовета. В 1973 году в состав сельсовета входили 14 населённых пунктов. В 1990 году — 5 населённых пунктов, общей численностью населения 576 человек. В самой деревне Кипрушино проживали 400 человек.
В 1997 году в деревне Кипрушино Вознесенского поссовета проживал 331 человек, в 2002 году — 280 человек (русские — 95 %).
В 2007 году в деревне Кипрушино Вознесенского ГП проживали 245 человек.

## География
Деревня расположена в северо-восточной части района на автодороге 41К-150 (Бараны — Вознесенье). 
Расстояние до административного центра поселения — 8 км. Расстояние до районного центра — 82 км.
Расстояние до ближайшей железнодорожной станции Подпорожье — 95 км.
Деревня находится близ западного берега Онежского озера. В деревне берёт исток река Пуинжа, через деревню протекает ручей Родионовский.

## Демография
| 1873 | 1885 | 1905 | 1927 | 1961 | 1990 | 1997 |
| ---- | ---- | ---- | ---- | ---- | ---- | ---- |
| 80   | ↗81  | ↗115 | ↘100 | ↘62  | ↗400 | ↘331 |
| 2007 | 2010 | 2017 |      |      |      |      |
| ↘245 | ↘199 | ↗238 |      |      |      |      |

### Национальный состав
Согласно данным Всероссийской переписи населения 2021 года в деревне проживали 170 человек, из них:
 русские — 164, вепсы — 3, украинцы — 1 человек, остальные национальность не указали.

## Достопримечательности
- Церковь Илии Пророка, 1781 года постройки, деревянная, клетская, недействующая, руинирована[20].
- Церковь Казанской иконы Божией Матери, 1870 года постройки, каменная, эклектика, русско-византийский стиль, закрыта в 1939 году, состояние плохое[21].

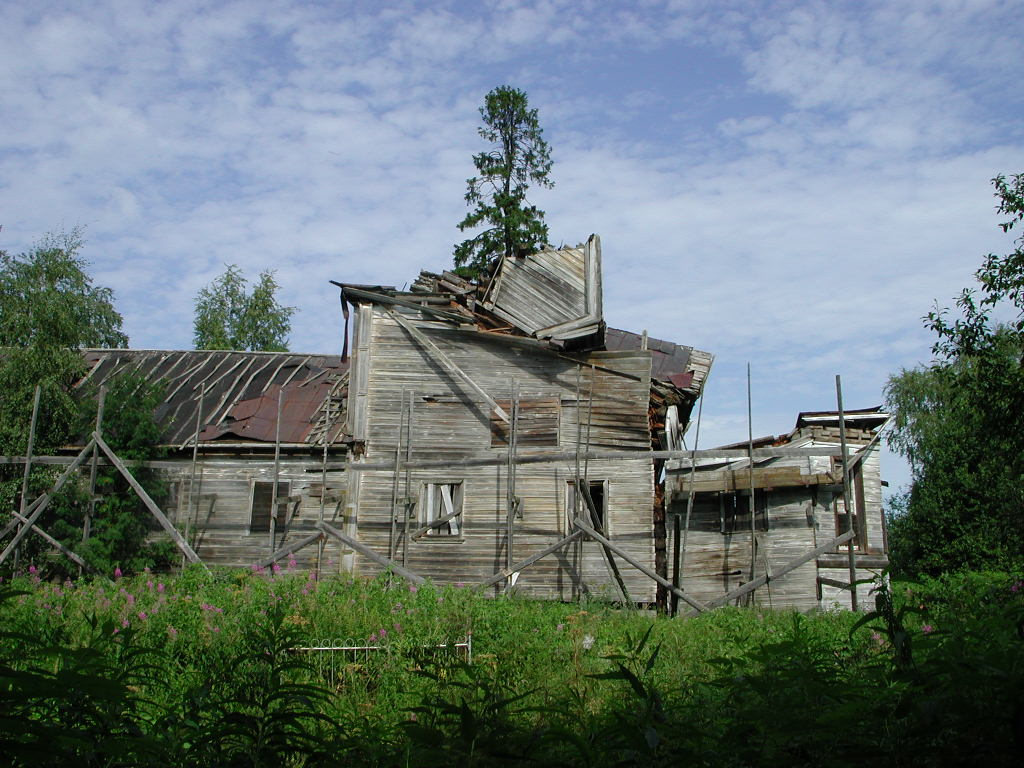
Церковь Илии Пророка
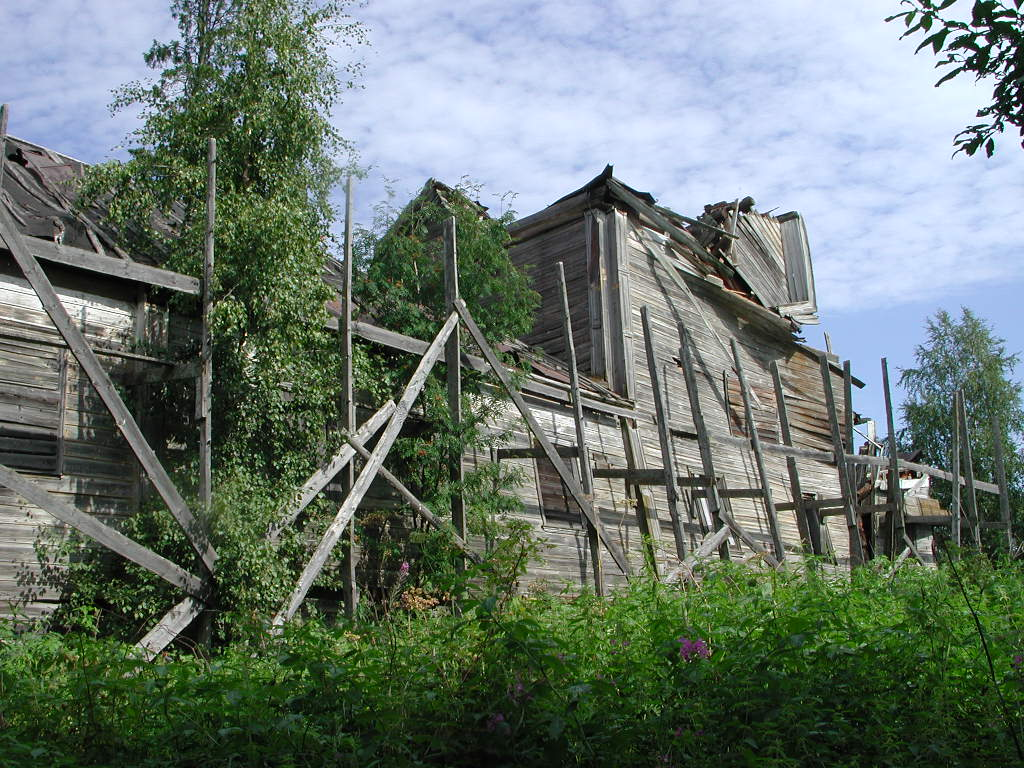
Церковь Илии Пророка
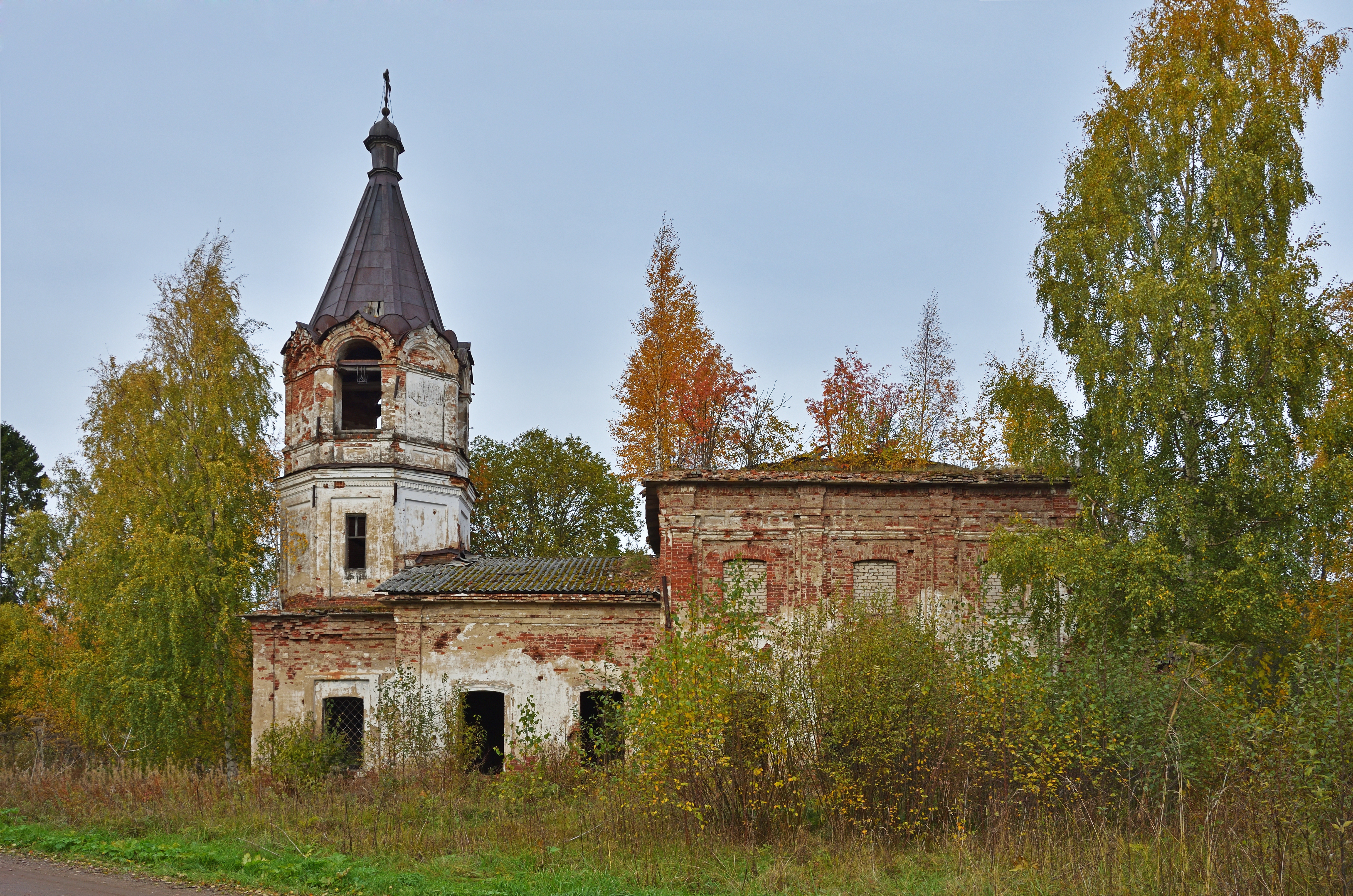
Церковь Казанской иконы Божией Матери

## Улицы
Верхний переулок, Миронкова, Молодёжная, Парниковый переулок, Полевой переулок, Рыбацкий переулок, Школьная.